# Луг (Бежаницкий район)
Луг — деревня на юго-востоке Бежаницкого района Псковской области. Входит в состав сельского поселения Бежаницкая волость.
Расположена в 19 км к югу от райцентра Бежаницы, в 7 км юго-западнее деревни Аполье.
Численность населения деревни составляет 12 жителей (2000 год).
До 2005 года входила в состав ныне упразднённой Аполинской волости.